# Жичара
Жичара је врста превозног средства с кабинама или отвореним седиштима које вуку жичани конопци.
Жичаре, у ширем смислу, према технолошким обележјима деле се на:
• успињаче - жичара код које се возила вуку помоћу једног или више ужета по посебно уређеној траси, а возила се крећу на точковима различитих врста која су прилагођена траси;
• висеће жичаре - жичара код које су возила овешана о једно или више ужади. Појам висеће жичаре независан је од начина покретања ужади, функције ужади, начина прикључивања возила на уже и врсте возила, а према типу возила дели се на кабинске жичаре и седишнице. Висећа жичара дели се на жичаре с повратним током и жичаре с кружним током. Жичара с кружним током је жичара код које се возила крећу на начин да се помичу увек у истом смеру дуж своје трасе. Причвршћивање возила на уже може се извести помоћу трајних или одвојивих стезаљки. Жичара с повратним током је жичара код које се возила између станица крећу на начин да се помичу напред и назад. Ове су жичаре обично опремљене с два затворена возила или групама возила трајно спојених за вучно уже;
• вучнице - жичара која вуче у правилу скијаше користећи вучне уређаје по вучној траси. Причвршћивање вучнице на уже може се извести помоћу трајних или одвојивих стезаљки. Вучнице се деле на фиксне вучнице које су трајно постављене на некој локацији или привремено постављене вучнице с ниско вођеним ужетом.
Под жичарама у ужем смислу углавном се подразумевају висеће жичаре, а понекад и вучнице.